# 短路測試

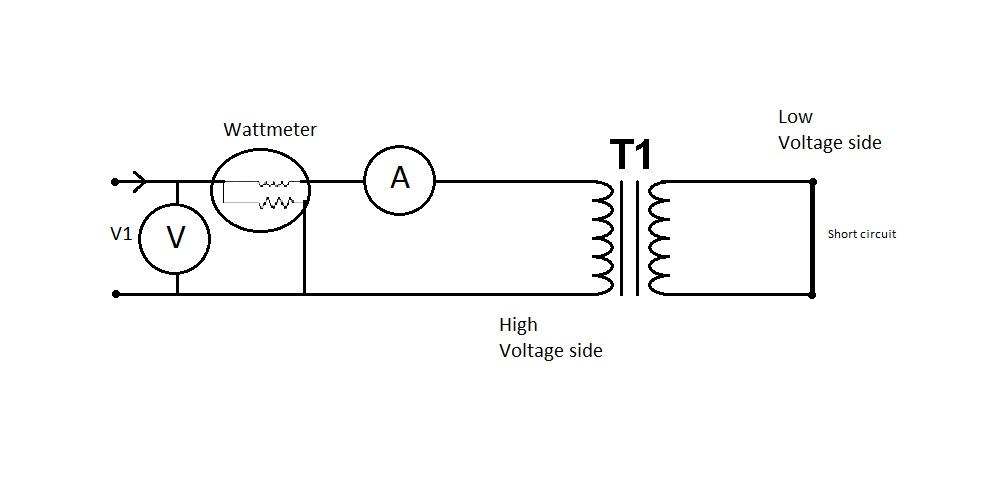
短路測試的示意圖

變壓器的短路測試（英語：short-circuit test）是在變壓器的二次側短路，在一次側供電並且量測電流及功率，目的是為了量測等效電路中的參數。用此一方式可以量測變壓器的串聯阻抗。

## 方式
測試是在變壓器的一次側（primary）進行，會將變壓器的二次側（secondary）短路。會將瓦特計接在一次側，電流表和一次側的繞組串聯，電壓表可以不接，因為是量測一次側輸入的電壓，電壓值會和給的電壓相同。在測試時，需慢慢的增加一次側的電壓，直到一次側的電流到達額定電流為止。此時用電流表、電壓表及瓦特計記錄一次側的電流、電壓及功率。電流表讀數是一次側等效的滿載額定電流，因為此時一次側所給的電壓遠小於額定電壓，變壓器本身的鐵損可以省略。

## 步驟
短路測試的步驟如下：
- 將變壓器從工作電路中取下，使其和其他電路隔離。
- 移除一次側/二次側的跳線，以及中性點到地跳線。
- 將二次側短路，將短路的端子連接到中性點。
- 在一次側慢慢的供電。
- 量測中性點電流、一次側線電流及線電壓。
- 瓦特計可以量測變壓器的總銅損

## 計算
{\displaystyle W}為滿載的銅損
{\displaystyle V_{1}}為供應的電壓
{\displaystyle I_{1}}為額定電流
{\displaystyle R_{01}}為一次側看到的電阻
{\displaystyle {Z_{01}}}為一次側看到的總阻抗
{\displaystyle {X_{01}}}為一次側看到的總電抗
{\displaystyle {W}={{I_{1}}^{2}}{R_{01}}}
{\displaystyle {R_{01}}={\frac {W}{{I_{1}}^{2}}}}
{\displaystyle {Z_{01}}={\frac {V_{1}}{I_{1}}}}
{\displaystyle {X_{01}}={\sqrt {{Z_{01}}^{2}-{R_{01}}^{2}}}}

## 故障承受測試
確認變壓器的阻抗及銅損用的短路測試，在一次側給的電壓較低，繞組電流和工作電流相同。有另外一種的短路測試是要確認變壓器繞組的機械強度，以及若變壓器工作時發生短路故障，繞組是否可以承受。這種情形下的電流會是正常額定電流的幾倍，可能會扭曲繞組或破壞內部接線。若是大型的配電用功率變壓器，需要在特別的實驗室進行這類測試，例如加拿大溫哥華的Powertech Labs，荷蘭阿纳姆的KEMA以及義大利的CESI都可以進行這類大功率等級的實驗。

## 異步馬達的短路測試
繞線轉子馬達也可以進行短路測試。若要進行此測試，要固定馬達軸使其不轉動，並且將轉子繞阻短路。因為馬達軸不轉動，若馬達的冷卻是馬達旋轉帶動風扇冷卻，此時的馬達沒有風扇冷卻效果。為了避免馬達過熱，只會在定子繞阻上加上較小的電壓，一般會調整定子電壓，讓定子上流過1.2倍的額定電流。